# اوستن اوستنسن
اوستن اوستنسن (انگلیسی: Østen Østensen; ۱۲ اوت ۱۸۷۸ – ۲۲ دسامبر ۱۹۳۹) ورزشکار ورزش تیراندازی اهل نروژ بود.
وی در مسابقات کشوری و بین‌المللی در مجموع برندهٔ ۳ مدال نقره، ۲ مدال برنز شده‌است.